# Alfa-amanitine
Alfa-amanitine of α-amanitine, bekend als de dodelijkste mycotoxine, komt voor in paddenstoelen van het genus Amanita (amanieten) uit de familie Amanitaceae. Inname van giftige amanieten heeft in voorkomende gevallen een fatale afloop. De groene knolamaniet (Amanita phalloides) en de kleverige knolamaniet (Amanita virosa) zijn hiervan bekendste soorten.
Onervaren paddenstoelenplukkers gaan vaak de fout in door de groene knolamaniet te verwarren met verschillende wel eetbare paddenstoelen. Zo kunnen de jonge exemplaren van de groene knolamaniet, die voorkomen in eivorm, verward worden met bepaalde stuifzwammen (met name soorten uit het geslacht Lycoperdon, zoals de parelstuifzwam). De witte exemplaren worden soms verward met eetbare witte paddenstoelen zoals onder andere de gladde boskampernoelje (Agaricus silvicola) en de duifzwam (Tricholoma columbetta). Een paddenstoelplukker zonder ervaring kan de groene vorm van de groene knolamaniet verwarren met soorten uit het geslacht Russula of groene soorten uit het geslacht Tricholoma. Alfa-amanitine blijft actief na verhitting (koken) en in gedroogde specerijen.
In zuivere toestand is alfa-amanitine een witte tot lichtgele vaste stof met een hoog smeltpunt. Het is slecht oplosbaar in water.

## Structuur en reactiviteit
Alfa-amanitine valt onder de subgroep van macrocyclische amatoxinen, die uit negen andere toxische componenten bestaat (β, γ, ε, ...), veelal afkomstig uit de groene knolamaniet of andere leden van het genus amanieten. Deze toxische bicyclische peptiden bestaan uit acht aminozuren die alle een tryptofaanresidu op positie 2 van de indoolring met een zwavelatoom bevatten. Alfa-amanitine is de meest voorkomende toxine in amanieten en daarmee het meest toxisch met een LD50 van 0,3 mg/kg in enkele diersoorten. De belangrijkste zijketen voor biologische activiteit is op positie 3.

## Werkingsmechanismen
Alfa-amanitine is een specifiek en meest potente remmer van RNA-polymerase II enzym waarbij het de transcriptie-initiatie en elongatie blokkeert. Alfa-amanitine bindt onder aan de zogenaamde ‘bridge helix’ die gelegen is tussen de katalytische plaats waar zich een Mg2+ ion bevindt en de trechter waar de nucleotiden (dNTP’s) de RNA-polymerase II binnenkomen voor mRNA-synthese. Alfa-amanitine is gebonden onder deze bridge helix door verschillende waterstofbruggen waarvan de sterkste is tussen het hydroxyproline 2 van alfa-amanitine en het glutamine-A822 residu van de bridge helix. Tijdens transcriptie-elongatie ‘beweegt’ de bridge helix op en neer dat nodig is voor de translocatie van DNA en het mRNA om zo de volgende nucleotides toe te voegen. Door de intramoleculaire krachten tussen alfa-amanitine en de bridge helix kan deze niet meer op en neer bewegen, alhoewel een fosfodi-esterbinding tussen de nucleotides nog wel plaatsvindt. De frequentie van translocatie van RNA-polymerase II op het DNA is daardoor verlaagd van enige duizenden naar een paar nucleotides per minuut.
Binding van alfa-amanitine laat dus wel de nucleotidetrechter vrij tot de actieve plaats van mRNA-synthese maar voorkomt de translocatie van DNA en RNA dat nodig is om de actieve plaats weer leeg te maken voor de volgende nucleotide-inbouw. Hierdoor zal RNA-polymerase II als het ware ‘stil’ blijven staan tijdens transcriptie. Alfa-amanitine blokkeert hierdoor de synthese van alle eiwitten in het lichaam. RNA-polymerase II uit zoogdier-, vis- en insectcellen zijn zeer gevoelig voor alfa-amanitine. In schimmels is RNA-polymerase II maar liefst 50 keer minder gevoeliger voor alfa-amanitine. De groene knolamaniet is zelf resistent tegen alfa-amanitine.

## Toxiciteit
Een dosis van 0,1 mg/kg lichaamsgewicht kan al dodelijk zijn voor volwassenen. Het opeten van een volgroeide A. phalloides paddenstoel van ongeveer 20-25 gram betekent een blootstelling aan 5–8 mg amatoxinen wat fataal kan zijn voor mensen. Voor kinderen wordt gezegd dat deze gevoeliger zijn voor amatoxinen, waarschijnlijk is dit afhankelijk van de dosis/lichaamsgewichtverhouding.

#### Metabolisme
In experimentele studies zijn geen metabolieten aangetroffen. Dit wil zeggen dat amatoxinen niet gebiotransformeerd worden.

## Toxische mechanismen
Na een relatief lange periode van latentie (gemiddeld 8-10 uur) worden de eerste symptomen (braken, diarree) van intoxicatie zichtbaar wat leidt tot uitdroging. Tegelijkertijd ontwikkelt zich hypoglykemie (glucosespiegel in bloed is lager dan normaal). Dit kan dodelijk zijn in sommige gevallen. Wanneer de gastro-intestinale aandoeningen over zijn voelt de patiënt zich beter, maar hepatische laesies ontwikkelen zich in de lever. Een toename van leverenzymen zoals LDH (lactaatdehydrogenase), GPT (glutamate pyruvate transaminase) en GOT (glutamic oxaloacetic transaminase) zijn waar te nemen. Samen met de toename van deze enzymen wordt de bloedstolling ernstig verstoord, dit kan leiden tot interne bloedingen. Tijdens de laatste fase nemen de leverenzymen in het serum verder toe. Door leverfalen kan encefalopathie (verlies van bewustzijn) en coma optreden. Hoge waarden van creatinine en urea duiden op schade aan niercellen. De dood kan optreden na 6-8 dagen nadat een patiënt de giftige paddenstoel heeft ingeslikt.

## Toxicokinetiek
Amatoxinen worden snel geabsorbeerd en in een enkel geval bij de mens werden amatoxinen na 90- 120 minuten gedetecteerd in de urine na inname. De geschatte plasma-halveringstijd in honden is 27-50 min waarbij 80% van de dosis was uitgescheiden in de urine binnen 6 uur. Ook is gevonden dat amatoxinen niet binden aan plasma-eiwitten. De belangrijkste route voor uitscheiding is via de nieren. In een vroeg stadium van vergiftiging zijn 10 – 100 × hogere concentraties in de urine gevonden dan in bloed. Ook zijn grote hoeveelheden amatoxinen aangetroffen in feces, maar dit is gedeeltelijk te wijten aan niet-geabsorbeerde amatoxinen. Verder zijn er gevallen bekend waarbij hoge concentraties amatoxinen in de weefsels van de lever en nier zijn gevonden. De concentratie gevonden in de nier waren hierbij een stuk hoger dan in de lever.

## Symptomen
Buikkrampen, overgeven en diarree zijn de eerste symptomen na een intoxicatie met alfa-amanitine. Overgeven en diarree zullen leiden tot uitdroging en een verlaagde glucosespiegel.
De lever zal falen wanneer er een toename van leverenzymen is waar te nemen. Samen met de toename van deze enzymen wordt de bloedstolling ernstig verstoord, dit kan leiden tot inwendige bloedingen. Tijdens de laatste fase nemen de leverenzymen in het serum verder toe. Door leverfalen kunnen verlies van bewustzijn en coma optreden. Hoge waardes van creatinine en urea duiden op schade aan niercellen.

## Diagnose
Het diagnosticeren van een alfa-amanitinevergiftiging is moeilijk. Een goede anamnese is dan ook zeer belangrijk. Men moet weten om welke paddenstoel het precies gaat. Wanneer er een interval bestaat van meer dan 6 uur tussen het eten van de paddenstoelen en het optreden van de eerste symptomen, dan is dit een sterke aanwijzing dat het om een amatoxine-intoxicatie gaat. Met behulp van de betreffende paddenstoelen of fotomateriaal kan hulp ingeschakeld worden van een deskundig mycoloog die de paddenstoel kan determineren. De zekerheidsdiagnose wordt gesteld aan de hand van urine, men kan dit doen door met een ELISA test alfa-amanitine aan te tonen in de urine. Het onderzoek is het betrouwbaarst als de urine binnen 6-24 uur na de intoxicatie wordt afgenomen. Bij urineafname na 24 uur kan het zijn dat de concentratie al gedaald zijn onder de detectiegrens en kan de uitslag fout-negatief uitvallen. De gemeten concentratie is geen directe maat voor de ernst van de intoxicatie.

## Behandeling
Bij een zeer recente intoxicatie kan men kiezen om direct een maagspoeling te doen. Daarnaast moet de patiënt voldoende vocht toegediend krijgen om de uitscheiding via de nieren te bevorderen. Om de enterohepatische kringloop (maag, darm en lever kringloop) van amatoxine te doorbreken worden vaak actieve kool en laxerende middelen toegediend. Er worden ook geneesmiddelen gebruikt bij een amatoxine-intoxicatie.

#### Benzylpenicilline
Dit wordt in hoge dosis voorgeschreven. In het verleden werd dit medicijn beschreven als effectief, maar in recente studies bleek er over 2108 patiënten met een intoxicatie geen significant antitoxisch effect gevonden. In experimenteel onderzoek werd daarentegen aangetoond dat het product hepatische opname van amatoxine verminderde en muizen en ratten beschermd bleven tegen een letale dosis gif. Men concludeert dan ook dat penicilline in een vroeg stadium in hoge dosis gegeven zou moeten worden.

#### Silibinine
Dit geneesmiddel wordt gewonnen uit de Mariadistel en bleek in experimentele studies effectief tegen amatoxinen. Het zorgt ervoor dat er een verminderde penetratie van amatoxine in hepatocyten plaatsvindt. Het medicijn kan het beste 48 uur na inname van de paddenstoelen worden toegediend gedurende 2-4 dagen, maar werkt niet zo goed meer als de patiënt al is behandeld met actieve kool en last heeft van diarree en braken.
Wanneer de behandelingen falen moet men overwegen een levertransplantatie uit te gaan voeren. Wanneer deze binnen 4 dagen na de intoxicatie plaatsvindt bestaat het risico dat de lever opnieuw beschadigd raakt door de nog aanwezige amatoxine.

## Wetenschappelijke toepassingen
Alfa-amanitine wordt door zijn werkingsmechanisme ook veelal gebruikt als een ‘tool’ in wetenschappelijke studies in moleculaire biologie en biologisch onderzoek. Het kan gebruikt worden om te bepalen welke vormen van RNA-polymerase aanwezig zijn. Men test dan de gevoeligheid van de polymerase in aanwezigheid van alfa-amanitine. RNA-polymerase I is ongevoelig, RNA-polymerase II zeer gevoelig en RNA-polymerase III is enigszins gevoelig.

## Incidenten
In 2007 werd in het tijdschrift voor geneeskunde een incident beschreven van een α-aminitinevergiftiging van drie mensen na het eten van soep met zelfgeplukte groene knolamanieten.
Een andere bron schrijft over een fatale brunch op de zondag, waarbij een grootmoeder uit Californië per ongeluk paddenstoelen van het genus Amanita had geplukt en bereid voor de brunch. Hierbij raakte zij zelf en drie andere leden van de familie vergiftigd.